# Pauselijke Universiteit Sint Thomas van Aquino

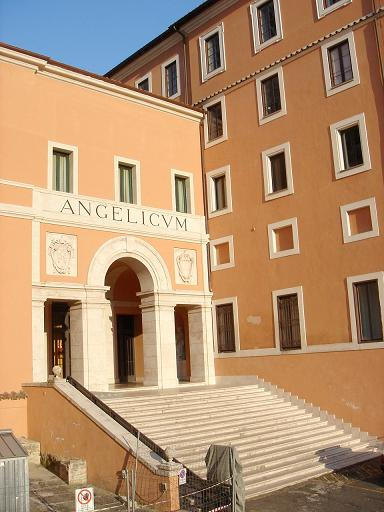
Pauselijke Universiteit Sint Thomas van Aquino (Angelicum)

De Pauselijke Universiteit Sint Thomas van Aquino, beter bekend als het Angelicum, is een van de belangrijkste pauselijke universiteiten van Rome.

## Geschiedenis
Zij heeft haar stichting in studium conventuale die bij het klooster van Sancta Sabina in Rome in 1222 wordt gevestigd. Ze werd in 1577 gesticht als een college van de orde der Dominicanen, die er nog steeds de leiding hebben.
In 1906 kreeg de instelling de titel "pauselijk", en 1963 verkreeg het de rang van pauselijke universiteit. De benaming "Angelicum" slaat op de benaming doctor angelicus voor Thomas van Aquino.

## Bekende alumni
- Lorenzo Antonetti
- Jean-Marie Villot, kardinaal-staatssecretaris
- Wim Eijk
- Bruno Bernard Heim
- Paus Johannes Paulus II
- Noël Kinsella, Speaker van de Senaat van Canada[4]
- Dominique Pire, winnaar van de Nobelprijs voor de Vrede (1958)[5]
- Johannes Willebrands
- Jan Peters
- Jan Hoogveld